# Архиепархия Буэнос-Айреса
Архиепархия Буэнос-Айреса (лат. Archidioecesis Bonaërensis) — архиепархия Римско-Католической церкви с центром в городе Буэнос-Айресе, столице Аргентины. В митрополию Буэнос-Айреса входят епархии Авельянеда-Лануса, Грегорио-де-Лаферрере, Кильмеса, Ломас-де-Саморы, Мерло-Морено, Морона, Сан-Исидро, Сан-Мартина, Сан-Мигеля и Сан-Хусто. Архиепархия включает в себя остров Мартин Гарсия и город Буэнос-Айрес. Кафедральным собором архиепархии Буэнос-Айреса является Кафедральный собор Пресвятой Троицы. С 26 мая 2023 года архиепископом Буэнос-Айреса является архиепископ Хорхе Игнасио Гарсия Куэрва.

## История
6 апреля 1620 года Святой Престол учредил епархию в Буэнос-Айресе, выделив её из территории епархии Парагвая (сегодня — архиепархия Асунсьона). Первоначально она была суффраганной архиепархии Ла-Плата-о-Шаркаса (сегодня — архиепархия Сукре).
В 1830 году и 13 июня 1859 года уступила часть своей территории в пользу учреждения соответственно апостольского викариата Монтевидео и епархии Параны (сегодня — Параны).
5 марта 1865 года возведена в ранг митрополии буллой Immutabili Папы Пия IX.
15 февраля 1897 года и 20 апреля 1934 года передала часть своей территории в пользу учреждения епархии Ла-Платы (сегодня — архиепархия) и Вьедмы).
29 января 1936 года Папа Пий XI предоставил архиепископам Буэнос-Айреса титул примаса Аргентины, титул, который Папа Франциск передал архиепископам Сантьяго-дель-Эстеро 22 июля 2024 года.

## Ординарии

### Епископы
- епископ Pedro Carranza Salinas, O.Carm.[3] — (30 марта 1620 — 29 февраля 1632);
- епископ Cristóbal de Aresti Martínez de Aguilar, O.S.B. — (3 декабря 1635—1641);
- епископ Cristóbal de la Mancha y Velazco, O.P. — (31 августа 1641 — 4 июля 1673);
- епископ Antonio de Azcona Imberto — (9 мая 1676 — 19 февраля 1700);
- епископ Gabriel de Arregui, O.F.M. — (23 июня 1712 — 14 января 1716, назван епископом Куско);
- епископ Pedro de Fajardo, O.SS.T. — (22 мая 1713 — 16 декабря 1729);
- епископ Juan de Arregui, O.F.M. — (22 ноября 1730 — 19 декабря 1736);
- епископ José de Peralta Barrionuevo y Rocha Benavídez, O.P. — (19 мая 1738 — 14 июня 1746, назван епископом Ла-Паса);
- епископ Cayetano Marcellano y Agramont — (23 января 1749 — 23 мая 1757, назван епископом Трухильо);
- епископ José Antonio Basurco y Herrera — (2 апреля 1757 — 5 февраля 1761);
- епископ Manuel Antonio de la Torre — (14 июня 1762 — 20 октября 1776);
- епископ Sebastián Malvar y Pinto, O.F.M. — (19 октября 1777 — 15 декабря 1783, назван архиепископом Сантьяго-де-Компостелы);
- епископ Manuel Azamor y Ramírez — (27 января 1785 — 2 октября 1796);
- епископ Pedro Inocencio Bejarano — (3 июля 1797 — 23 февраля 1801, назван епископом Сигуэнсы);
- епископ Benito Lué y Riega — (9 августа 1802 — 22 марта 1812);
  - Sede vacante (1812—1829);
- епископ Mariano Medrano y Cabrera — (7 октября 1829 — 7 апреля 1851);
  - Sede vacante (1851—1854).

### Архиепископы
- архиепископ Mariano José de Escalada Bustillo y Zeballos — (23 июня 1854 — 28 июля 1870);
  - Sede vacante (1870—1873);
- архиепископ Federico León Aneiros — (25 июля 1873 — 3 сентября 1894);
- архиепископ Vladislas Castellano — (12 сентября 1895 — 6 февраля 1900);
- архиепископ Mariano Antonio Espinosa — (24 августа 1900 — 8 апреля 1923);
  - Sede vacante (1923—1926);
- архиепископ Хосе Мария Боттаро-и-Эрс, O.F.M. — (9 сентября 1926 — 20 июля 1932);
- кардинал Сантьяго Луис Копельо — (20 сентября 1932 — 25 марта 1959);
- архиепископ Фермин Эмилио Лафите — (25 марта — 8 августа 1959);
- кардинал Антонио Каджиано — (15 августа 1959 — 22 апреля 1975);
- кардинал Хуан Карлос Арамбуру — (22 апреля 1975 — 10 июля 1990);
- кардинал Антонио Кваррасино — (10 июля 1990 — 28 февраля 1998);
- кардинал Хорхе Марио Бергольо, S.J., — (28 февраля 1998 — 13 марта 2013) — избран Римским папой Франциском;
- кардинал Марио Аурелио Поли — (28 марта 2013 — 26 мая 2023);
- архиепископ Хорхе Игнасио Гарсия Куэрва — (26 мая 2023 — по настоящее время).

## Суффраганные диоцезы
- Диоцез Авельянеда-Лануса;
- Диоцез Грегорио-де-Лаферрере;
- Диоцез Кильмеса;
- Диоцез Ломас-де-Саморы;
- Диоцез Морона;
- Диоцез Сан-Исидро;
- Диоцез Сан-Мартина;
- Диоцез Сан-Мигеля;
- Диоцез Сан-Хусто;
- Маронитская епархия святого Шарбеля;
- Украинская епархия Покрова Пресвятой Богородицы.

## Источник
- Annuario Pontificio, Libreria Editrice Vaticana, Città del Vaticano, 2003, ISBN 88-209-7422-3